# Júnior Negrão
Gleidionor Figueiredo Pinto Júnior (Salvador, 30 december 1986), beter bekend als Júnior Negrão, is een Braziliaanse voetballer. Hij verruilde eind 2017 Daegu FC voor Ulsan Hyundai FC.

## Carrière
Júnior Negrão maakte in in 2005 bij de Braziliaanse club Nacional Futebol Clube de overstap van de jeugd naar het eerste elftal. Na een korte uitleenbeurt aan Clube Atlético Mineiro vertrok de jonge aanvaller naar Corinthians. Maar ook daar bleef hij niet lang. Hij kwam nadien nog voor enkele Braziliaanse clubs uit en verhuisde vervolgens naar Portugal. Hij belandde bij CF Belenenses.
Een terugkeer naar zijn thuisland bleef niet lang uit. In de zomer van 2010 werd hij een van de weinige transfers van Germinal Beerschot. Júnior Negrão maakte met enkele belangrijke doelpunten meteen indruk bij zijn nieuwste werkgever. In de terugronde kreeg hij echter af te rekenen met blessureleed en werd zijn contract niet meer verlengd. In de zomer van 2011 verhuisde hij naar het Zwitserse FC Lausanne-Sport. Hierna speelde hij in Brazilië en in Thailand.
In 2017 speelde hij voor Daegu FC en sinds 2018 voor Ulsan Hyundai FC. Met zijn club won hij de AFC Champions League 2020.

## Statistieken[1]
| seizoen | club                    | land        | competitie                    | wed. | goals |
| ------- | ----------------------- | ----------- | ----------------------------- | ---- | ----- |
| 2007/08 | Clube Atlético Mineiro  | Brazilië    | Campeonato Brasileiro Série A | -    | -     |
| 2007/08 | SC Corinthians Paulista | Brazilië    | Campeonato Brasileiro Série A | -    | -     |
| 2008/09 | Tombense CF             | Brazilië    | Campeonato Brasileiro Série B | -    | -     |
| 2008/09 | →CF Belenenses          | Portugal    | SuperLiga                     | -    | -     |
| 2009/10 | →ABC Futebol Clube      | Brazilië    | Campeonato Brasileiro Série B | 21   | 10    |
| 2009/10 | →Figueirense FC         | Brazilië    | Campeonato Brasileiro Série B | 1    | 0     |
| 2010/11 | →Germinal Beerschot     | België      | Jupiler League                | 16   | 7     |
| 2010/11 | →Germinal Beerschot     | België      | Play-Off II B                 | 2    | 0     |
| 2011/12 | →FC Lausanne-Sport      | Zwitserland | Axpo Super League             | 20   | 4     |
| 2011/12 | →Guarani FC             | Brazilië    | Campeonato Brasileiro Série B | 9    | 1     |
| 2012/13 | →América FC (RG)        | Brazilië    | Campeonato Brasileiro Série B | 15   | 3     |
| 2013/14 | →América FC (MG)        | Brazilië    | Campeonato Brasileiro Série B | 17   | 2     |
| 2014/15 | →Oeste FC               | Brazilië    | Campeonato Brasileiro Série B | 24   | 4     |
| 2015    | Muangthong United       | Thailand    | Thai League                   | 0    | 0     |
| 2016    | →Pattaya United FC      | Thailand    | Thai League                   | 29   | 20    |
| 2017    | Daegu FC                | Zuid-Korea  | K League Classic              | 16   | 12    |
| 2018    | Ulsan Hyundai FC        | Zuid-Korea  | K League Classic              | 11   | 6     |
|         |                         |             | Totaal                        | 181  | 69    |

Bijgewerkt: 29/01/2012